# Volley Club Mediolan
Volley Mediolan – żeński klub siatkarski z Włoch. Został założony w 2007 roku w Mediolanie.